# Fatma Begum

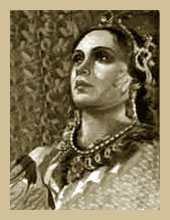
Fatma Begum

Fatma Begum war eine indische Schauspielerin und die erste Regisseurin des indischen Films.

## Leben
Fatma Begum war angeblich mit dem Nawab von Sachin verheiratet. Sie hatten zwei Söhne und die drei Töchter Sultana, Zubeida und Shahzadi; alle drei wurden Schauspielerinnen. Sie begann ihre Karriere auf der Bühne in Urdu-Stücken. 1922 hatte sie gemeinsam mit ihrer ältesten Tochter Sultana ihr Filmdebüt in Manilal Joshis mythologischem Drama Veer Abhimanyu. Ab 1924 trat sie zusammen mit Sultana und Zubeida in Filmen der Produktionsgesellschaften Kohinoor und Imperial Films in Bombay auf. Zwei Jahre später gründete sie mit Fatma Film (ab 1928 Victoria-Fatma Film) ihre eigene Produktionsgesellschaft. Sie führte 1926 bei Bulbul-e-Paristan erstmals selbst Regie und war damit die erste Frau in Indien in dieser Profession. Bis etwa 1930 war sie als Regisseurin tätig. Daneben spielte sie selbst weiter im Film, unter anderem für die Regisseure Nanubhai Vakil und Homi Master. Ihre letzte Rolle hatte sie 1938 in Duniya Kya Hai.

## Filmografie

### Schauspielerin
- 1922: Veer Abhimanyu
- 1924: Prithvi Vallabh
- 1924: Gul-e-Bakavali
- 1924: Kala Naag
- 1924: Sati Sardarba
- 1924: Raja Harishchandra
- 1925: Naharsinh Daku
- 1925: Devadasi
- 1925: Mumbai Ni Mohini
- 1925: Gaud Bangal
- 1926: Khubsoorat Bala
- 1926: Indrajal
- 1926: Panna Ratna
- 1927: Goddess of Love
- 1928: Chandravali
- 1928: Heer Ranjha
- 1928: Naag Padmini
- 1928: Bharmayalo Bharthar
- 1928: Sarojini
- 1929: Kanakatara
- 1929: Milan Dinar
- 1929: Naseeb Ni Devi
- 1929: Shahi Chor
- 1929: Shakuntala
- 1929: Mahasundar
- 1929: Pardesi Saiyan
- 1929: Punya Prabhav
- 1929: Lanka Lakshmi
- 1930: Zalim Zulekha
- 1930: Baharvatiyo Ni Beti
- 1931: Lutaru
- 1931: Aflatoon Abla
- 1931: Afghan Abla
- 1934: Sant Tulsidas
- 1934: Neki Ka Taj
- 1934: Seva Sadan
- 1935: Rang Bhoomi
- 1937: Punjab Lancers
- 1938: Duniya Kya Hai

### Regisseurin
- 1926: Bulbul-e-Paristan
- 1927: Goddess of Love
- 1928: Chandravali
- 1928: Heer Ranjha
- 1929: Kanakatara
- 1929: Milan Dinar
- 1929: Naseeb Ni Devi
- 1929: Shahi Chor
- 1929: Shakuntala